# Parco nazionale di Jbil
Il parco nazionale di Jbil, istituito ufficialmente nel 1994, è un parco nazionale situato nel governatorato di Kébili, nel sud della Tunisia. Costituito essenzialmente da aree desertiche o semidesertiche, è la più grande area protetta del paese.

## Geografia
Situato a sud dello Chott el-Jérid, il parco nazionale di Jbil copre una superficie di circa 1500 chilometri quadrati, il che ne fa la più grande area protetta della Tunisia. Il parco nazionale è costituito per circa l'85% da dune di sabbia, mentre il resto della zona è dominato dalla steppa subdesertica. Il clima è caldo e secco; di notte, tuttavia, il termometro può scendere anche sotto zero quando il cielo è limpido.

## Fauna
Tra i mammiferi nativi più grandi del parco vi sono la gazzella dorcade e la gazzella bianca, minacciata di estinzione. Tra le specie originariamente presenti nella regione a cui il parco potrebbe offrire potenziale rifugio vi sono l'orice dalle corna a sciabola e l'addax. Quest'ultimo è stato introdotto in vaste aree recintate all'interno del parco. Nel 2007 sono stati introdotti 15 esemplari provenienti dal parco nazionale di Bouhedma e altri tredici provenienti dai giardini zoologici. Nell'ottobre 2010 il numero di capi era già salito a 45.

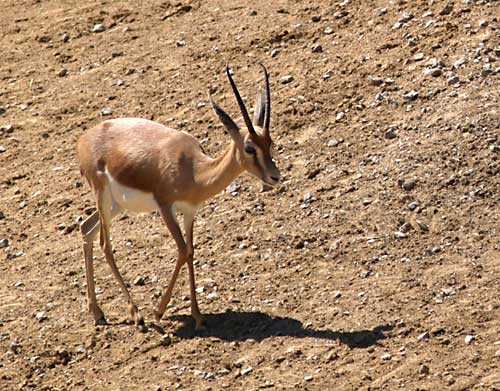
Gazzella dorcade
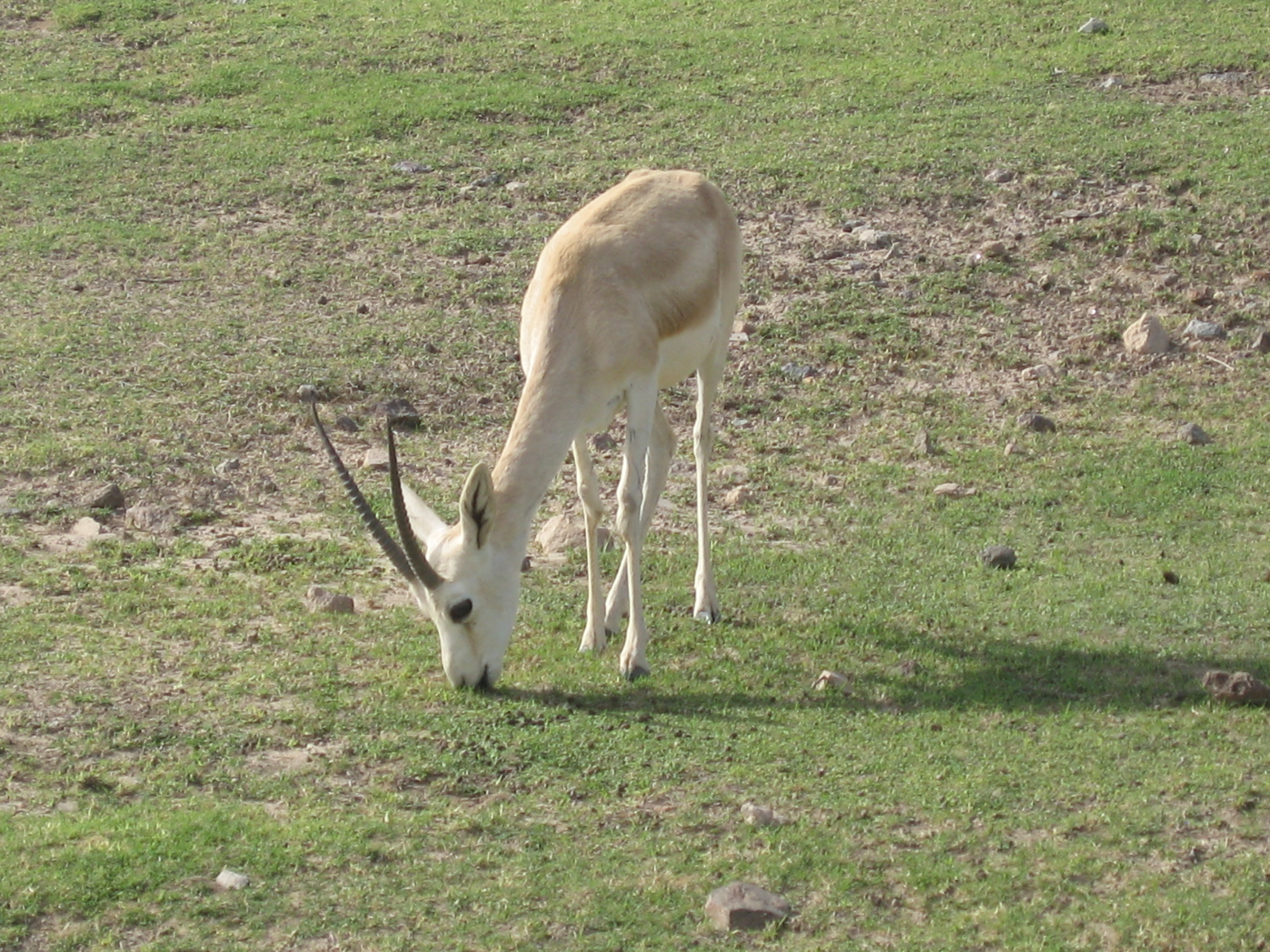
Gazzella bianca
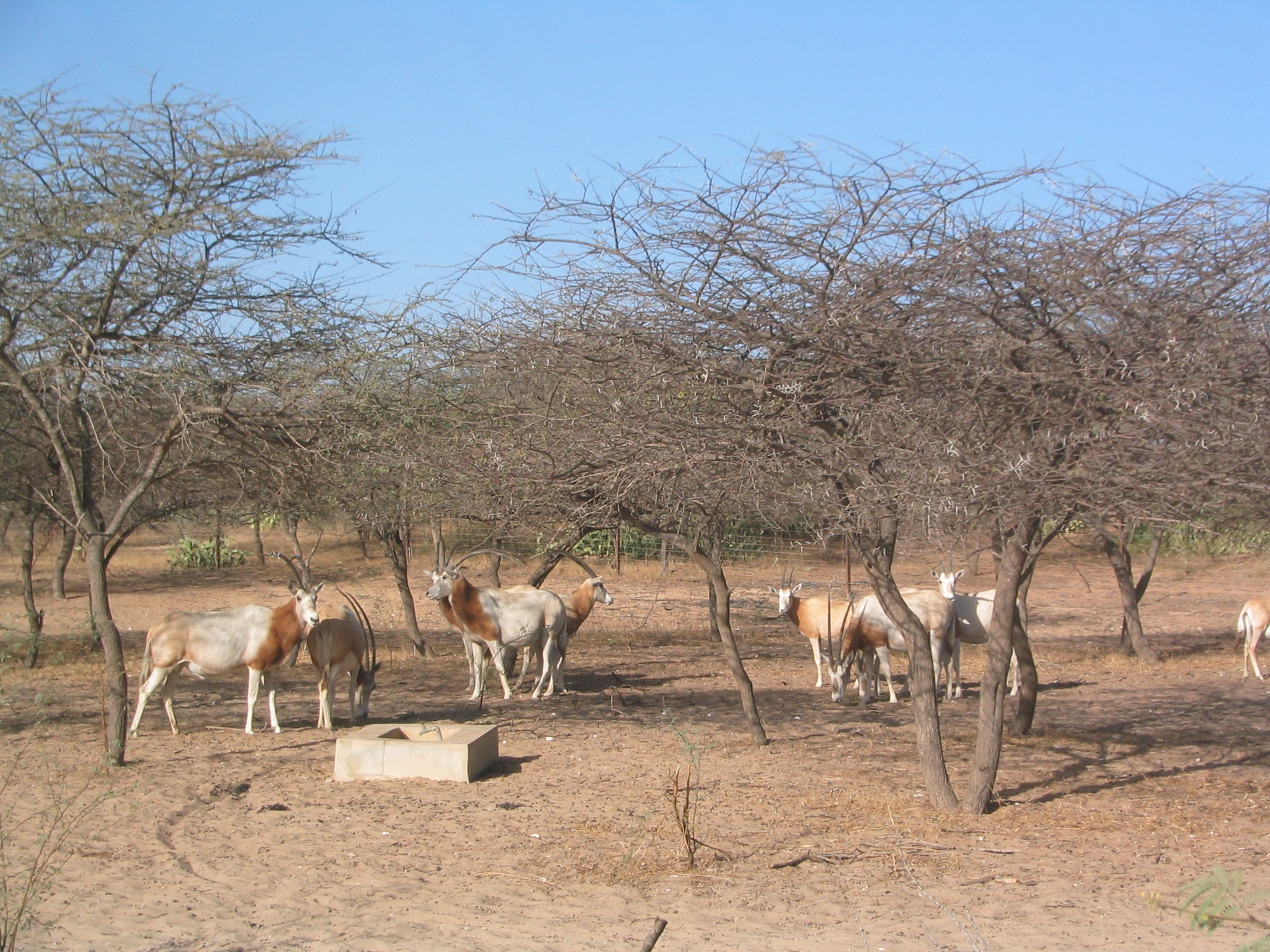
Orice dalle corna a sciabola
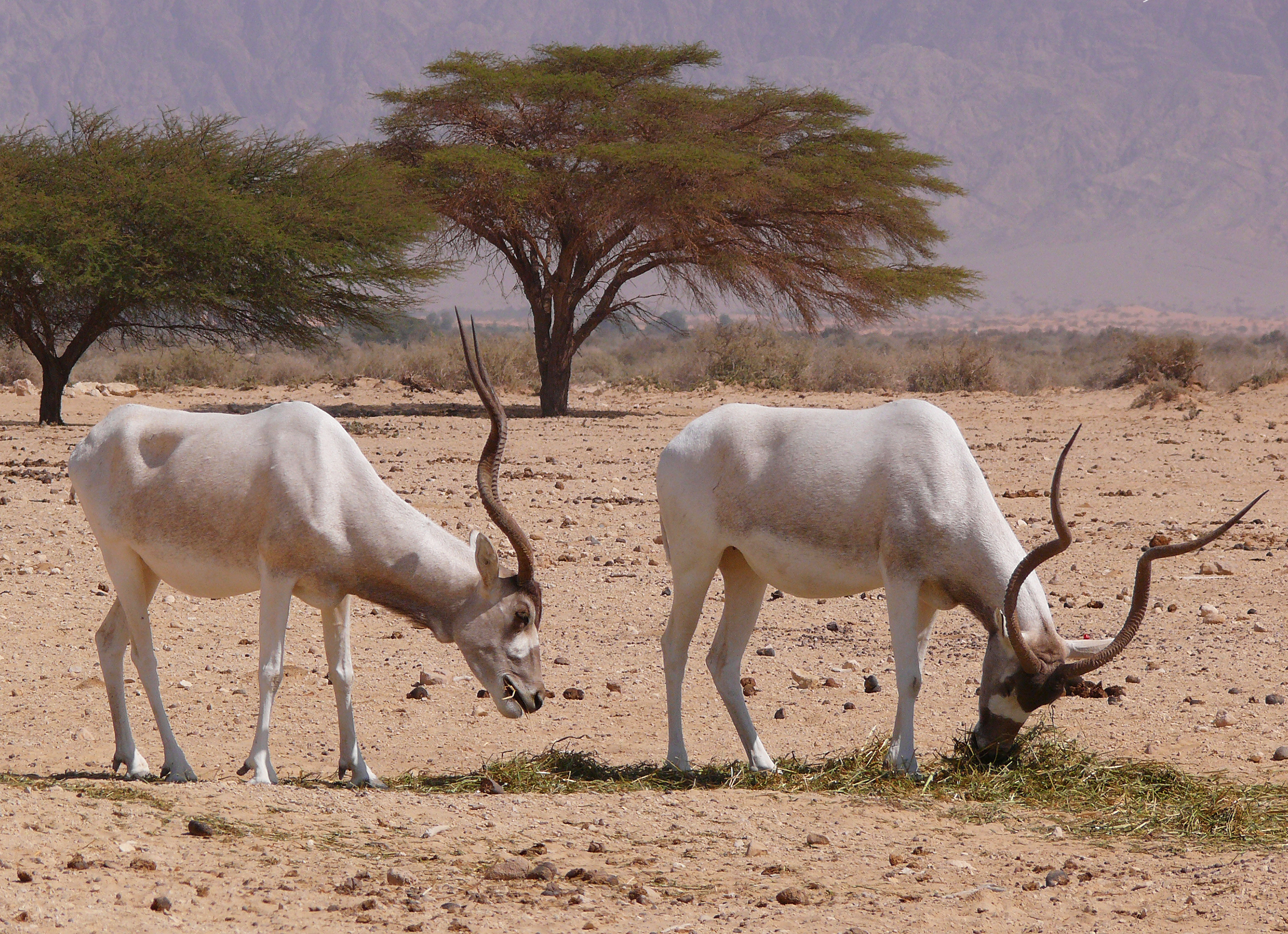
Addax